# Trichosilia beringiana
Trichosilia beringiana är en fjärilsart som beskrevs av Lafontaine och Vladimir S. Kononenko 1986. Trichosilia beringiana ingår i släktet Trichosilia och familjen nattflyn. Inga underarter finns listade i Catalogue of Life.